# Araucariales
Véase Pinidae para una introducción a estos grupos
Las Araucariales son un orden de coníferas. Alcanzó su máxima diversidad en los períodos Jurásico y Cretáceo; cuando los dinosaurios se extinguieron, también lo hicieron las Araucariales en el hemisferio norte.

## Taxonomía
Introducción teórica en Taxonomía
La clasificación, según Christenhusz et al. 2011, que también provee una secuencia lineal de las gimnospermas hasta género:
- ORDEN G. Araucariales Gorozh., Lekts. Morf. Sist. Archegon.: 72 (1904). Tipo: Araucariaceae. Sinónimos: Podocarpales Pulle ex Reveal, Novon 2: 239 (1992). Tipo: Podocarpaceae. Saxegothaeales Doweld & Reveal,  Phytologia 84: 365 (1999). Tipo: Saxegothaeaceae. Falcatifoliales Melikian & A.V.Bobrov, Bot. Zhurn. (Moscow & Leningrad) 85(7): 61 (2000). Tipo: Falcatifoliaceae. Parasitaxales Melikian & A.V.Bobrov, Bot. Zhurn. (Moscow & Leningrad) 85(7): 61 (2000). Tipo: Parasitaxaceae. Microstrobales Melikian & A.V.Bobrov ex Doweld & Reveal, Novon 11: 396 (2001). Tipo: Microstrobaceae.
  - Familia 8. Araucariaceae Henkel & W.Hochst., Syn. Nadelhölz.: xvii, 1 (1865), nom. cons. Tipo: Araucaria Juss. Sinónimos: Dammaraceae Link, Abh. Konigl. Akad. Wiss. Berlín 1827: 157 (1830), nom. illeg. Tipo: Dammara Link. Agathidaceae (Vierh.) Baum.-Bodenh. ex A.V.Bobrov & Melikian, Komarovia 4: 61 (2006). Tipo: Agathis Salisb.
3 géneros, 41 especies, Sudeste de Asia y Filipinas a Australasia, Pacífico, sur de Sudamérica.
    - 8.1. Araucaria Juss., Gen. 413 (1789). Tipo: A. imbricata Pav., nom. illeg. (≡  Pinus araucana Molina) Dombeya Lam., Encycl.  Meth., Bot. 2: 301 (1786), nom. illeg., non L’Hér. (1785), nom. rej. Tipo: D. chilensis Lam., nom. illeg. (≡ Pinus araucana Molina) Sinónimos: Columbea Salisb., Trans. Linn. Soc. London 8: 317 (1807), nom. illeg. Tipo: C. quadrifaria Salisb., nom. illeg. (≡ Pinus araucana Molina) Eutassa Salisb., Trans. Linn. Soc. London 8: 316 (1807). Tipo: E. heterophylla Salisb. (≡ Araucaria heterophylla). Eutacta Link, Linnaea  15: 543 ( 1842). Tipo: E. cunninghamii (Aiton ex A. Cunn.) Link (tipo designado aquí por Mill & Farjon) (≡ Araucaria cunninghamii Aiton ex A.Cunn.). Quadrifaria  Manetti ex Gordon, Pinet. Suppl. 14 (1862). Tipo: Q. imbricata (Pav.) Manetti ex Gordon (≡ Araucaria araucana). Marywildea A.V.Bobrov & Melikian, Komarovia 4: 57 (2006). Tipo: M. bidwillii (Hook.) A.V.Bobrov & Melikian (≡ Araucaria bidwillii Hook.). Titanodendron A.V.Bobrov & Melikian, Komarovia 4: 60 (2006). Tipo: T. hunsteinii (K.Schum.) A.V.Bobrov & Melikian (≡ Araucaria hunsteinii K.Schum.).
    - 8.2. Wollemia W.G.Jones, K.D.Hill & J.M.Allen, Telopea 6: 173 (1995). Tipo: W. nobilis W.G.Jones, K.D.Hill & J.M.Allen
    - 8.3. Agathis Salisb., Trans. Linn. Soc. London 8: 311 (1807),  nom. cons. Tipo: A. loranthifolia Salisb., nom. illeg. (≡ Pinus dammara (Lamb.) L.C.Rich.) Sinónimos: Dammara Link, Enum. Pl. Horti Berol. 2: 411 (1822), nom. illeg., non Gaertner (1790). Salisburyodendron A.V.Bobrov & Melikian, Komarovia 4: 62 (2006). Tipo:  S. australis (Lamb.) A.V.Bobrov & Melikian (≡ Agathis australis Salisb.).

  - Familia 9. Podocarpaceae Endl., Syn. Conif.: 203 (1847), nom.  cons. Tipo: Podocarpus L’Hér. ex Pers. Sinónimos: Phyllocladaceae  Bessey, Nebraska Univ. Stud. 7: 325 (1907). Tipo: Phyllocladus Rich. ex Mirb. Phyllocladaceae E.L.Core ex H.Keng, Taiwania 18(2): 142 (1973),  nom. illeg. Tipo: Phyllocladus Rich. ex Mirb. Pherosphaeraceae Nakai, Tyosen-Sanrin 158: 15 (1938). Tipo: Pherosphaera W.Archer bis. Nageiaceae D.Z.Fu, Acta Phytotax. Sin.: 522 (1992). Tipo: Nageia Gaertn. Acmopylaceae  Melikian & A.V.Bobrov, Proc. Intern. Conf. Plant  Anat. Morph. (St. Petersburg) 1997: 93 (1997). Tipo: Acmopyle Pilg. Saxegothaeaceae Gaussen ex Doweld & Reveal, Phytologia 84: 365. (1999). Tipo: Saxegothaea Lindl., nom. cons. Microcachrydaceae Doweld & Reveal, Phytologia 84: 365 (1999). Tipo: Microcachrys Hook.f. Bracteocarpaceae Melikian & A.V.Bobrov, Bot. Zhurn. (Moscow & Leningrad) 85(7): 60 (2000). Tipo: Bracteocarpus' Melikian & A.V.Bobrov. Dacrycarpaceae Melikian & A.V.Bobrov, Bot. Zhurn. (Moscow &  Leningrad) 85(7): 59 (2000). Tipo: Dacrycarpus de  Laub. Falcatifoliaceae Melikian & A.V.Bobrov, Bot. Zhurn. (Moscow & Leningrad) 85(7): 61 (2000). Tipo:  Falcatifolium de Laub. Halocarpaceae Melikian & A.V.Bobrov, Bot.  Zhurn.(Moscow & Leningrad) 85(7): 60 (2000). Tipo: Halocarpus Quinn. Lepidothamnaceae Melikian & A.V.Bobrov, Bot. Zhurn. (Moscow & Leningrad) 85(7): 63 (2000). Tipo: Lepidothamnus Phil. Microstrobaceae Doweld & Reveal, Novon 11: 396 (2001). Tipo: Microstrobos J.Garden & L.A.S.Johnson. Parasitaxaceae Melikian & A.V.Bobrov, Bot. Zhurn. (Moscow & Leningrad) 85(7): 61 (2000). Tipo: Parasitaxus de  Laub. Prumnopityaceae Melikian & A.V.Bobrov, Bot. Zhurn. (Moscow & Leningrad) 85(7): 58 (2000). Tipo: Prumnopitys Phil.
19 géneros, cerca de 180 especies, montañas de África tropical, Japón a Australia y Nueva Zelanda, Sudoeste del Pacífico, Sudamérica, América Central, Islas del Caribe. Los análisis filogenéticos que se siguen aquí son los de Kelch (1997, 1998), Conran et al. (2000) y Sinclair et al. (2002).
    - 9.1. Phyllocladus Rich. ex Mirb., Mém. Mus. Hist. Nat. 13: 48 (1825), nom. cons. Tipo: P. billardieri Mirb, nom. illeg. (≡  Podocarpus aspleniifolius Labill.) [nombre correcto: Phyllocladus aspleniifolius (Labill.) Hook.f.] Sinónimos: Podocarpus  Labill.,  Novae Holl. Pl. Spec. 2: 71, t. 221 (1806), nom. rej. (≡ Phyllocladus por tipificación). Thalamia Spreng., Anleit., ed. 2, 2: 218 (1817), nom. illeg. Tipo: T. aspleniifolia (Labill.) Spreng. (≡ Podocarpus aspleniifolius Labill.). Brownetera Rich. ex Tratt., Gen. Nov. Pl.: adt. [14] (1825), nom. illeg. Tipo: B. aspleniifolia (Labill.) Tratt. (≡ Podocarpus aspleniifolius Labill.)
    - 9.2. Lepidothamnus Phil., Linnaea 30: 730 (1861). Tipo: L. fonkii Phil.
    - 9.3. Prumnopitys Phil., Linnaea 30: 731 (1861). Tipo: P. elegans Phil. [nombre correcto: P. andina (Poepp. ex Endl.) de Laub.] Sinónimos: Stachycarpus (Endl.) Tiegh., Bull. Soc. Bot. France 38: 163 (1891). Tipo: S. andinus (Poepp. ex Endl.) Tiegh., como ‘andina’ (≡ Prumnopitys andina (Poepp. ex Endl.) de Laub., ≡ Podocarpus andinus Poepp. ex Endl., como ‘andina’). Stachypitys A.V.Bobrov & Melikian, Bot. Zhurn. (Moscow & Leningrad) 85(7): 58 (2000) nom. illeg., non Schenk (1867, fossil). Tipo: S. ferrugineus (G.Benn. ex D.Don) A.V.Bobrov & Melikian (≡ Prumnopitys ferruginea (G.Benn. ex D.Don) de Laub., ≡ Podocarpus ferrugineus G.Benn. ex D.Don). Van-Tieghemia  A.V.Bobrov & Melikian, Bot. Zhurn. (Moscow & Leningrad) 85(7): 58 (2000)  nom. illeg., non Vantieghemia Kuntze (1891, fungus). Tipo: V. montana (Humb. & Bonpl. ex Willd.) A.V.Bobrov & Melikian (≡ Prumnopitys montana (Humb. & Bonpl. ex Willd.) de Laub., ≡ Podocarpus montanus Humb. & Bonpl. ex Willd.). Botryopitys Doweld, Turczaninowia 3(4): 37 (2001). Tipo: B. montana (Humb. & Bonpl. ex Willd.) Doweld (≡ Prumnopitys montana (Humb. & Bonpl. ex Willd.) de Laub., ≡ Podocarpus montanus Humb. & Bonpl. ex Willd.).

Nota: Botryopitys es un nuevo nombre acuñado por Doweld para el nombre ilegítimo Van-Tieghemia A.V.Bobrov & Melikian.
    - 9.4. Sundacarpus (J.Buchholz & N.E.Gray) C.N.Page, Notes Roy.  Bot. Gard. Edinburgh 45**: 378 (1989). Tipo: S. amarus (Blume) C.N.Page (≡ Podocarpus amarus Blume, como ‘amara’)
    - 9.5. Halocarpus  Quinn, Austral. J. Bot. 30: 317 (1982). Tipo:  H. bidwillii (Hook.f. ex Kirk) Quinn (≡ Dacrydium bidwillii Hook.f. ex Kirk)
    - 9.6. Parasitaxus de Laub., Fl. Nouv. Calédonie 4: 44 (1972). Tipo: P. usta (Vieill.) de Laub., como ‘ustus’ (≡ Dacrydium ustum Vieill.)
    - 9.7. Lagarostrobos Quinn, Austral. J. Bot. 30: 316 (1982). Tipo: L. franklinii (Hook.f.) Quinn (≡ Dacrydium franklinii Hook.f.)
    - 9.8. Manoao Molloy, New Zealand J. Bot. 33: 196 (1995). Tipo:  M. colensoi (Hook.) Molloy (≡ Dacrydium colensoi Hook.)
    - 9.9. Saxegothaea Lindl., J. Hort. Soc. London 6: 258 (1851), como ‘Saxe-Gothaea’, nom. & orth. cons. Tipo: S. conspicua Lindl. Sinónimo: Squamataxus J.Nelson, Pinaceae 168 (1866), nom.  illeg. Tipo: S. albertiana J.Nelson, nom. illeg. (≡ Saxegothaea conspicua Lindl.)
    - 9.10. Microcachrys Hook.f., London J. Bot. 4: 149 (1845). Tipo: M. tetragona (Hook.) Hook.f. (≡ Athrotaxis tetragona Hook.)
    - 9.11. Pherosphaera W.Archer bis, Hooker's J. Bot. Kew Gard. Misc. 2: 52 (1850). Tipo: P. hookeriana W.Archer bis. Sinónimo: Microstrobos J.Garden & L.A.S.Johnson, Contr. New South Wales Natl.  Herb. 1: 315 (1951). Tipo: M. fitzgeraldii (F.Muell.) L.A.S.Johnson ( ≡ Pherosphaera fitzgeraldii F.Muell.)
    - 9.12. Acmopyle Pilg. in H.G.A. Engler, Nat. Pflanzenr. IV. 5 (Heft 18): 117 (1903). Tipo: A. pancheri (Brongn. & Gris) Pilger (≡  Dacrydium pancheri Brongn. & Gris)
    - 9.13. Dacrycarpus de Laub., J. Arnold Arbor. 50: 315 (1969). Tipo: D. dacrydioides (A.Rich.) de Laub. (≡ Podocarpus dacrydioides A.Rich.) Sinónimos: Bracteocarpus A.V.Bobrov & Melikian, Byull. Moskovsk. Obshch. Isp. Prir., Otd. Biol., ser. 2, 103(1): 58 (1998). Tipo:  B. imbricatus (Blume) A.V.Bobrov & Melikian (≡ Dacrycarpus imbricatus (Blume) de Laub., ≡ Podocarpus imbricatus Blume). Laubenfelsia A.V.Bobrov & Melikian, Bot. Zhurn. (Moscow & Leningrad) 85(7): 60 (2000). Tipo: L. vieillardii (Parl.) A.V.Bobrov & Melikian, non rite publ. (≡ Dacrycarpus vieillardii (Parl.) de Laub.).

Nota: Si bien el nombre de la única especie de Laubenfelsia fue una publicación inválida, el nombre de género Laubenfelsia ha sido considerado válido (R.K. Brummitt, pers. comm. a Mill, 19 de febrero de 2001).
    - 9.14. Dacrydium Lamb., Descr. Pinus 1: 93 (1807). Tipo: D. cupressinum Sol. ex Lamb. Sinónimos: Corneria A.V.Bobrov & Melikian,  Bot. Zhurn. (Moscow & Leningrad) 85(7): 62 (2000), nom. illeg., non  Cornera Furtado (1955, Arecaceae). Tipo: C. elata (Roxb.) A.V.Bobrov & Melikian (≡ Dacrydium elatum (Roxb.) Wall. ex Hook. ≡ Juniperus elata Roxb.) Gaussenia A.V.Bobrov & Melikian, Bot. Zhurn. (Moscow & Leningrad) 85(7): 62 (2000). Tipo: G. lycopodioides (Brongn. & Gris) A.V.Bobrov & Melikian (≡ Dacrydium lycopodioides Brongn. & Gris). Metadacrydium M.G.Baum.-Bod. ex Melikian & A.V.Bobrov, Bot. Zhurn. (Moscow & Leningrad) 85(7): 63 (2000). Tipo: M. araucarioides (Brongn. & Gris) M.G.Baum.-Bod. ex Melikian & A.V.Bobrov (≡ Dacrydium araucarioides Brongn. & Gris)
    - 9.15. Falcatifolium de Laub., J. Arnold Arbor. 50: 308 (1969). Tipo: F. falciforme (Parl.) de Laub. (≡ Podocarpus falciformis Parl.)
    - 9.16. Retrophyllum C.N.Page, Notes Roy. Bot. Gard. Edinburgh 45: 379 (1989). Tipo: R. vitiense (Seem.) C.N.Page (≡ Podocarpus vitiensis Seem.). Sinónimos: Decussocarpus de Laub., J. Arnold  Arbor. 50: 340 (1969), nom. illeg. Tipo: D. vitiensis (Seem.) de Laub. (≡ Retrophyllum vitiense (Seem.) C.N.Page ≡ Podocarpus vitiensis  Seem.)

Nota: El nombre Decussocarpus es ilegítimo porque incluía al nombre anterior Nageia Gaertn. El tipo no es un Nageia y después fue descripto como Retrophyllum.
    - 9.17. Nageia Gaertn., Fruct. Sem. Pl. 1: 191 (1788). Tipo:  N. japonica Gaertn., nom. illeg. (≡ N. nagi (Thunb.) Kuntze, ≡  Myrica nagi Thunb.)
    - 9.18. Afrocarpus (J.Buchholz & N.E.Gray) C.N.Page, Notes Roy.  Bot. Gard. Edinburgh 45**: 383 (1989). Tipo: A. falcatus (Thunb.) C.N.Page, como ‘falcata’ (≡ Taxus falcata Thunb.)
    - 9.19. Podocarpus L’Hér. ex Pers., Syn. Pl. 2: 580 (1807),  nom. cons. Tipo: P. elongates (Aiton) L’Her. ex Pers. (≡  Taxus elongata Aiton, typ. cons.) Sinónimo: Margbensonia A.V.Bobrov & Melikian, Byull. Moskovsk. Obshch. Isp. Prir., Otd. Biol., ser. 2, 103(1): 59 (1998). Tipo: M. macrophylla (Thunb.) A.V.Bobrov & Melikian (≡ Podocarpus macrophyllum (Thunb.) Sweet, ≡ Taxus macrophylla Thunb.)